# Sidirókastro
Sidirókastro (Sidirokastro) är en kommunhuvudort i Grekland.   Den ligger i prefekturen Nomós Serrón och regionen Mellersta Makedonien, i den norra delen av landet, 400 km norr om huvudstaden Aten. Sidirókastro ligger 115 meter över havet och antalet invånare är 5 177.
Terrängen runt Sidirókastro är kuperad åt nordost, men åt sydväst är den platt. Runt Sidirókastro är det ganska tätbefolkat, med 52 invånare per kvadratkilometer. Sidirókastro är det största samhället i trakten. Trakten runt Sidirókastro består i huvudsak av gräsmarker.